# ماساكي ياغيشيتا
ماساكي ياغيشيتا (باليابانية: 柳下 正明) (مواليد 1 يناير 1960)، هو لاعب كرة قدم ياباني سابق كان يلعب كمدافع.

## وصلات خارجية
- ماساكي ياغيشيتا على موقع الاتحاد الدولي (مؤرشف)  (الإنجليزية)
- ماساكي ياغيشيتا على موقع قاعدة بيانات كرة القدم.إي يو (الإنجليزية)
- ماساكي ياغيشيتا على موقع Soccerway.com (الإنجليزية)
- ماساكي ياغيشيتا على موقع عالم كرة القدم.نت (الإنجليزية)
- J.League Data Site (باليابانية)